# A Seattle Redhawks férfilabdarúgó-csapata
A Seattle Redhawks férfilabdarúgó-csapata a West Coast Conference tagjaként a National Collegiate Athletic Association I-es divíziójában képviseli a a Seattle-i Egyetemet. Vezetőedzőjük 2012 óta Pete Fewing.
A Seattle Cup a Redhawks és a Washington Huskies férfilabdarúgó-csapata közötti mérkőzéssorozat.

## Eredmények szezononként
| Szezon                                                                                    | Vezetőedző                          | Eredmény                            | Eredmény                            | Helyezés                            | Továbbjutás                         |
| Szezon                                                                                    | Vezetőedző                          | Összesített                         | Konferencia                         | Helyezés                            | Továbbjutás                         |
| Western Athletic Conference (2013–)                                                       | Western Athletic Conference (2013–) | Western Athletic Conference (2013–) | Western Athletic Conference (2013–) | Western Athletic Conference (2013–) | Western Athletic Conference (2013–) |
| ----------------------------------------------------------------------------------------- | ----------------------------------- | ----------------------------------- | ----------------------------------- | ----------------------------------- | ----------------------------------- |
| 2013                                                                                      | Pete Fewing                         | 11–9–3                              | 7–0–3                               | 1.                                  | WAC bajnokság / NCAA Second Round   |
| 2014                                                                                      | Pete Fewing                         | 11–5–3                              | 6–2–2                               | 2.                                  | WAC elődöntő                        |
| 2015                                                                                      | Pete Fewing                         | 18–4–1                              | 9–1–0                               | 1.                                  | WAC bajnokság / NCAA Round of 16    |
| 2016                                                                                      | Pete Fewing                         | 11–6–2                              | 7–1–2                               | 2.                                  | WAC elődöntő                        |
| 2017                                                                                      | Pete Fewing                         | 15–4–4                              | 6–1–3                               | 2.                                  | WAC bajnokság / NCAA Second Round   |
| Összesen:                                                                                 | Összesen:                           | 66–28–13                            | 35–5–10                             | –                                   | –                                   |
| Jelmagyarázat: Konferenciaszezon- és konferenciatorna-bajnok Konferenciabajnokság-győztes |                                     |                                     |                                     |                                     |                                     |

## Konferenciabajnokságok
| Szezon | Konferencia                 | Vezetőedző  | Eredmény    | Eredmény    |
| Szezon | Konferencia                 | Vezetőedző  | Összesített | Konferencia |
| ------ | --------------------------- | ----------- | ----------- | ----------- |
| 2013   | Western Athletic Conference | Pete Fewing | 7–0–3       | 11–9–3      |
| 2015   | Western Athletic Conference | Pete Fewing | 9–1–0       | 18–4–1      |
| 2017   | Western Athletic Conference | Pete Fewing | 6–1–3       | 15–4–4      |

## Fordítás
- Ez a szócikk részben vagy egészben  a   Seattle Redhawks men's soccer című angol Wikipédia-szócikk ezen változatának fordításán alapul.  Az eredeti cikk szerkesztőit annak laptörténete sorolja fel. Ez a jelzés csupán a megfogalmazás eredetét és a szerzői jogokat jelzi, nem szolgál a cikkben szereplő információk forrásmegjelöléseként.